# O Casulo
O «Casulo» do pintor José Malhoa, em Figueiró dos Vinhos, está classificado como Imóvel de Interesse Municipal segundo o IPPAR.
Situado na Avenida José Malhoa, o «Casulo» foi a residência que José Vital Branco Malhoa (1855–1933) mandou construir uma dezena de anos após a sua fixação em Figueiró.

## Arquitectura
O edifício é composto por dois corpos articulados em T. O corpo mais baixo, originalmente de um único piso (apresenta hoje mais uma cave, aberta durante uma das recentes reabilitações), orientado a Nascente, corresponde à pequena casa térrea que Malhoa mandou construir após ali comprar o terreno. A escritura pública de tal compra tem data de 25 de Setembro de 1893. — «Malhoa comprou lá um terreno, onde construiu uma pequeníssima casa, rectangular, apenas com uma divisão, onde fez uma minúscula cozinha, dividindo a outra sala com dois biombos e aproveitando a parte central para casa de jantar, e os outros espaços para quarto dele e de sua irmã. O atelier era uma barraca de colmo, onde o antigo dono do terreno guardava as ferramentas de lavoura. Assim, de tão pequenino que aquilo era, o baptizou com o nome de "Casulo".»
Mais tarde, em 1898, sob traçado do arquitecto Luiz Ernesto Reynaud, será acrescentado um novo corpo, uma verdadeiramente nova moradia cujo programa residencial se desenvolve em vários pisos: loja na semi-cave, sala e cozinha no rés-do-chão, quartos e banho no primeiro andar, e alojamento para as empregadas nas águas-furtadas. É então que a pequena casa inicial é transformada no atelier de trabalho do Pintor, recebendo uma grande clarabóia de ferro e vidro sobre a cobertura. Tal clarabóia, que inundava de luz o espaço de trabalho e marcava fortemente a imagem da cobertura do atelier, foi demolida após a venda do edifício a particulares (c.1937). Um pequeno torreão, que contém a escada de acesso ao sótão, articula visualmente os dois corpos do conjunto.

Os paramentos exteriores eram revestidos a massa de cal, cimento e areia, incorporando almagre como pigmento, exibindo estereotomia a imitar tijolo. Os cunhais, remates e molduras das janelas, também recortados em massa de cal e cimento mas sem pigmento, simulam cantaria. As vergas e as cornijas apresentam frisos de azulejos da fábrica caldense de Rafael Bordalo Pinheiro.

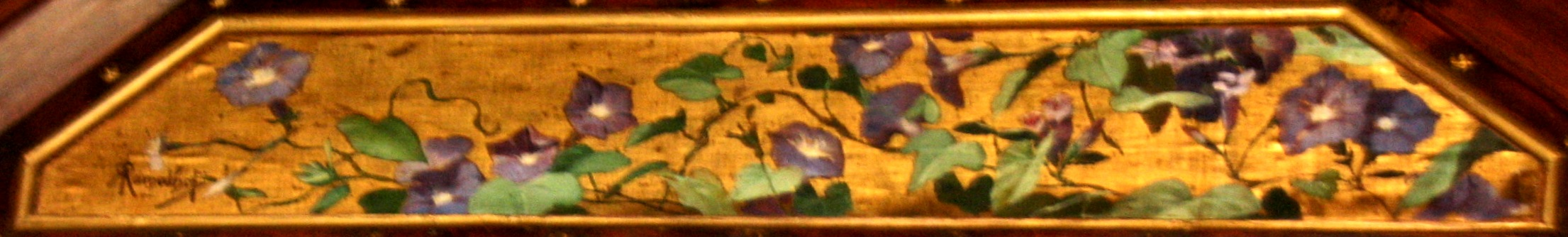
António Ramalho Jr. Um dos frisos do «Casulo», c.1900. ost.

Neste chalet de características revivalistas, citando de quando em vez a arquitectura vernacular flamenga de XVII, destaca-se, no seu interior, a pequena sala de jantar aberta para a varanda alpendrada (hoje em betão e parcialmente fechada, numa alteração possivelmente dos anos 40). As paredes da sala são revestidas por lambris e molduras de madeira escurecida, enquadrando painéis de pergamóide simulando couro lavrado. O tecto, em madeira, apresenta o vigamento aparente e assente sobre cachorros de madeira trabalhada. Duas sobre-portas exibem frisos floridos, ainda os originais em tela pintada a óleo do pintor António Ramalho. A mesa de jantar, mandada executar por Malhoa, e possivelmente o candeeiro da mesma sala, serão também peças sobreviventes do tempo do Pintor.
Entre os referidos cachorros do tecto, de um e outro lado, vinte pequenos nichos enquadravam originalmente, ao que consta, pequenas obras dos pintores amigos de Malhoa. Tais quadrinhos há muito levaram sumiço. Após uma primeira aquisição e consequente reabilitação do imóvel por parte do município figueiroense (1985), os nichos então vazios foram preenchidos com novas obras, produzidas propositadamente e oferecidas, em 1990, por professores e alunos das Escolas de Belas Artes de Lisboa e do Porto. Constituem hoje uma interessante colecção passível de ser ali apreciada.
No jardim existe ainda o antigo caramanchão e um banco, ambos em ferro e contemporâneos do Pintor. E um lago ao gosto da época.

## Actualidade
Tendo sofrido naturais e diversas adaptações ao longo dos anos, que de algum modo o foram alterando, e significativas obras de reabilitação em duas ocasiões (1985 e 2013) por iniciativa municipal, o «Casulo» mantém todavia muito do espírito do seu inicial proprietário.
Em 1982 o Edifício foi considerado Imóvel de Valor Cultural e Interesse Concelhio, associado que está à estadia no concelho de José Malhoa que ali produziu grande parte da sua obra, e que nesta casa acabou por morrer em 26 de Outubro de 1933.
Actualmente pode ser visitado. Tal como um pequeno «Museu do Xadrez», instalado nas caves do edifício desde Julho de 2013.